# Municipio de Pine (condado de Indiana)
El municipio de Pine (en inglés: Pine Township) es un municipio ubicado en el condado de Indiana en el estado estadounidense de Pensilvania. En el año 2000 tenía una población de 2.140 habitantes y una densidad poblacional de 26.6 personas por km².

## Geografía
El municipio de Pine se encuentra ubicado en las coordenadas 40°35′47.06″N 78°55′3.03″O / 40.5964056, -78.9175083.

## Demografía
Según la Oficina del Censo en 2000 los ingresos medios por hogar en la localidad eran de $29,898 y los ingresos medios por familia eran de $33,781. Los hombres tenían unos ingresos medios de $29,708 frente a los $20,481 para las mujeres. La renta per cápita de la localidad era de $12,404. Alrededor del 17,7% de la población estaba por debajo del umbral de pobreza.